# Dian Fossey Gorilla Fund International

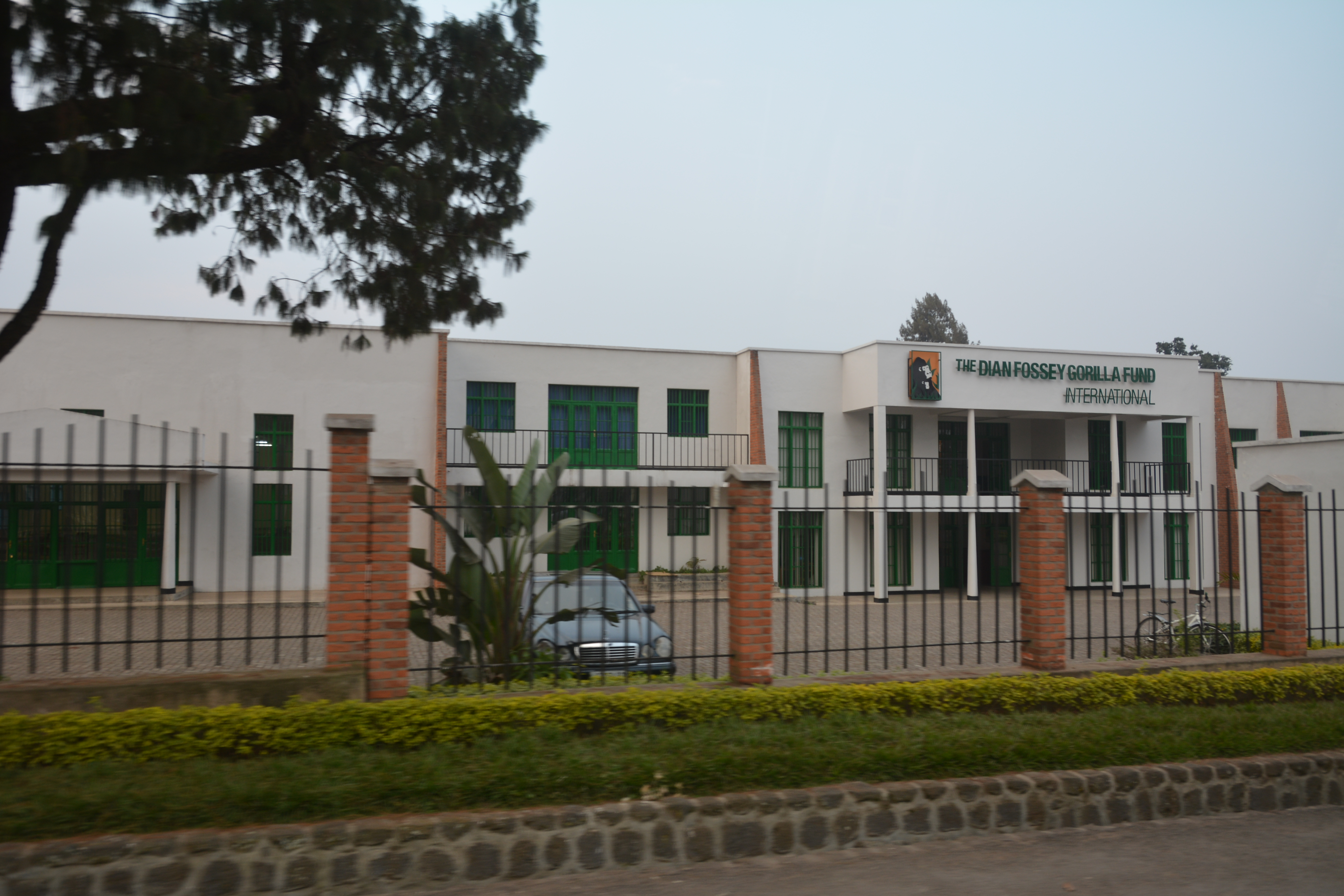
The Dian Fossey Gorilla Fund International.

Der Dian Fossey Gorilla Fund International wurde als Digit Fund 1978 von Dian Fossey ins Leben gerufen, um Patrouillen gegen Wilderer zu finanzieren, die immer wieder Berggorillas im Gebiet der Virunga-Vulkane in Ruanda töteten. Die Stiftung wurde nach dem ihr besonders nahestehenden Gorilla Digit benannt, der ein Jahr zuvor von Wilddieben enthauptet worden war.
Dian Fossey gelang es, die Kontrolle des Digit Fund in den Vereinigten Staaten bis zu ihrem Tod zu behalten. Nach ihrer Ermordung wurde er in den USA in Dian Fossey Gorilla Fund International umbenannt, in Großbritannien in Dian Fossey Gorilla Fund Europe und später in The Gorilla Organization.
Der Dian Fossey Gorilla Fund International widmet sich auch heute noch dem Schutz der Gorillas und leitet das Karisoke-Forschungszentrum, das Fossey 1967 mit ihrer täglichen Überwachung der Gorillas und den Patrouillen begründet hat.